# Театральне мистецтво (журнал)
«Театра́льне мисте́цтво» — місячник театру і сцени, що виходив у Львові у 1922—1925 роках.
Побачило світ 35 чисел. Журнал мав літературний додаток — «Театральна бібліотека». Видавець-редактор Григорій Гануляк, редактор літературної частини Федір Дудко.
«Театральне мистецтво» містило матеріали до історії галицького театру, біографії діячів сцени, театральну хроніку та критику, п'єси українських авторів і перекладні, інструктивний матеріал для аматорських гуртків.